# Pioneering Spirit
Pioneering Spirit, tidigare Pieter Schelte, är ett kranfartyg av katamarantyp, som ägs av schweiziska Allseas Group. Det är konstruerat för att kunna i ett svep lyfta in och lyfta upp stora olje- och gasplattformar och även mycket stora rörledningar för olja eller gas. Fartyget är 382 meter långt och 124 meter brett och är världens största fartyg mätt i bruttotonnage. Det byggdes av sydkoreanska Daewoo Shipbuilding & Marine Engineering och togs i tjänst i augusti 2016.
Finländska Deltamarin Oy i Åbo medverkade i att konstruera fartyget.

## Kontroversiellt namnval
Grundaren och ägaren av Allseas Group, Edward Heerema (född 1947) valde att döpa kranfartyget efter sin far Pieter Schelte Heerema. Detta väckte en kraftig negativ reaktion, eftersom fadern inte enbart var en nederländsk pionjär inom offshoreindustri, utan också en dömd nederländsk krigsförbrytare. Opinionstrycket ledde till att fartyget döptes om till Pioneering Spirit.

## Bildgalleri

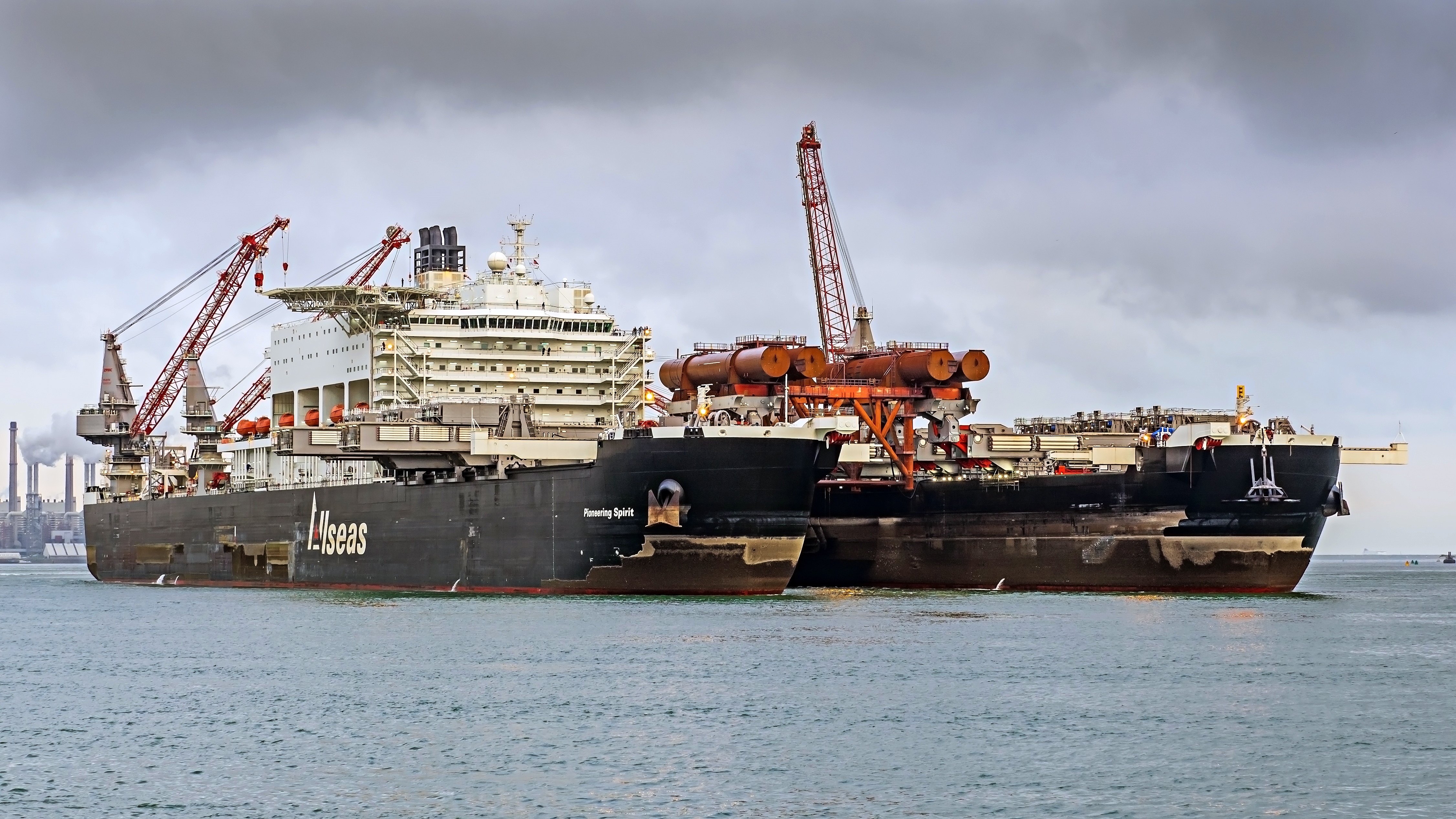
Pioneering Spirit med en provplattform på 5.500 ton i utrymmet mellan de två bogarna, 6 augusti 2016
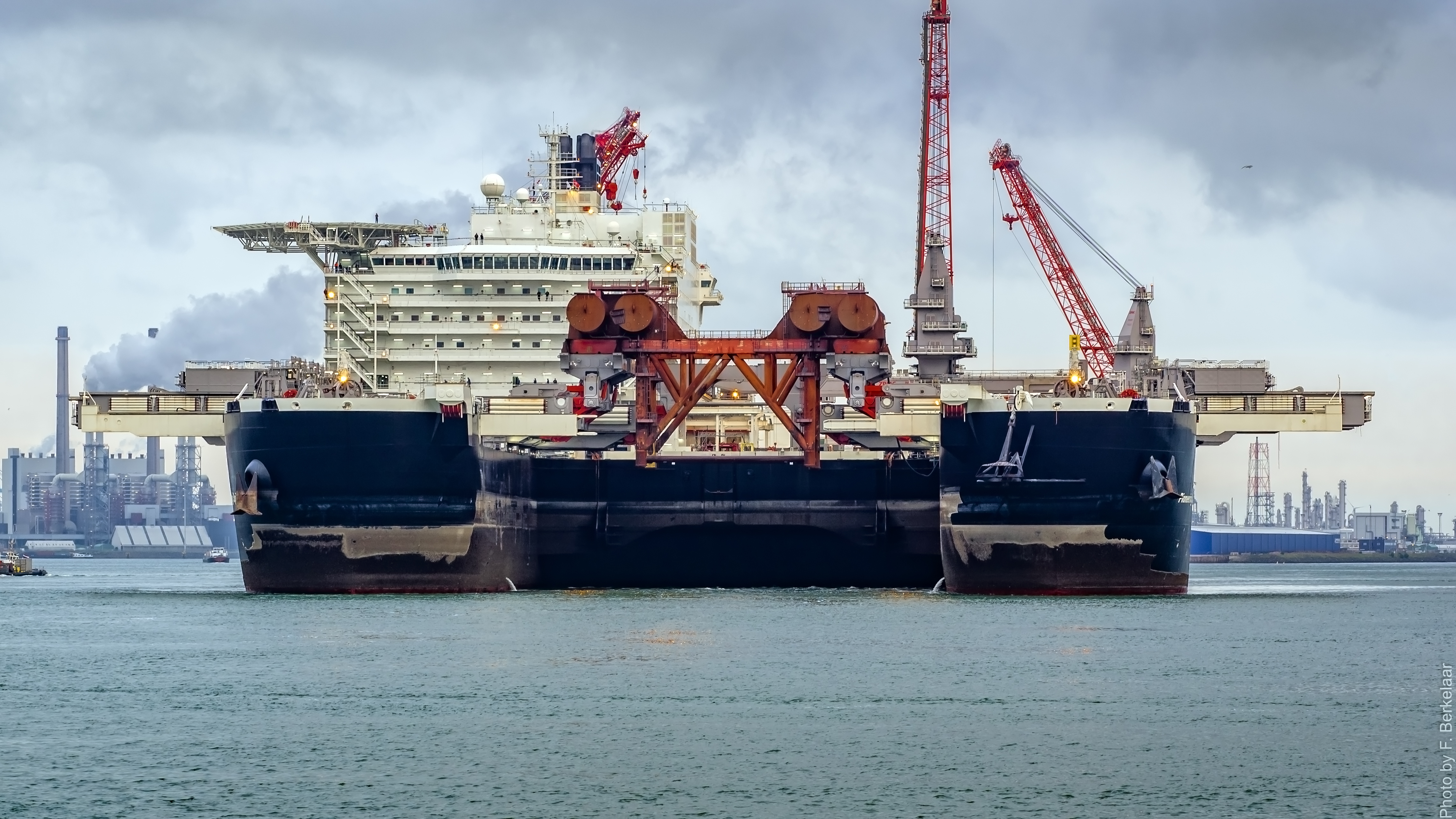
Pioneering Spirit rakt framifrån, Rotterdam 6 augusti 2016
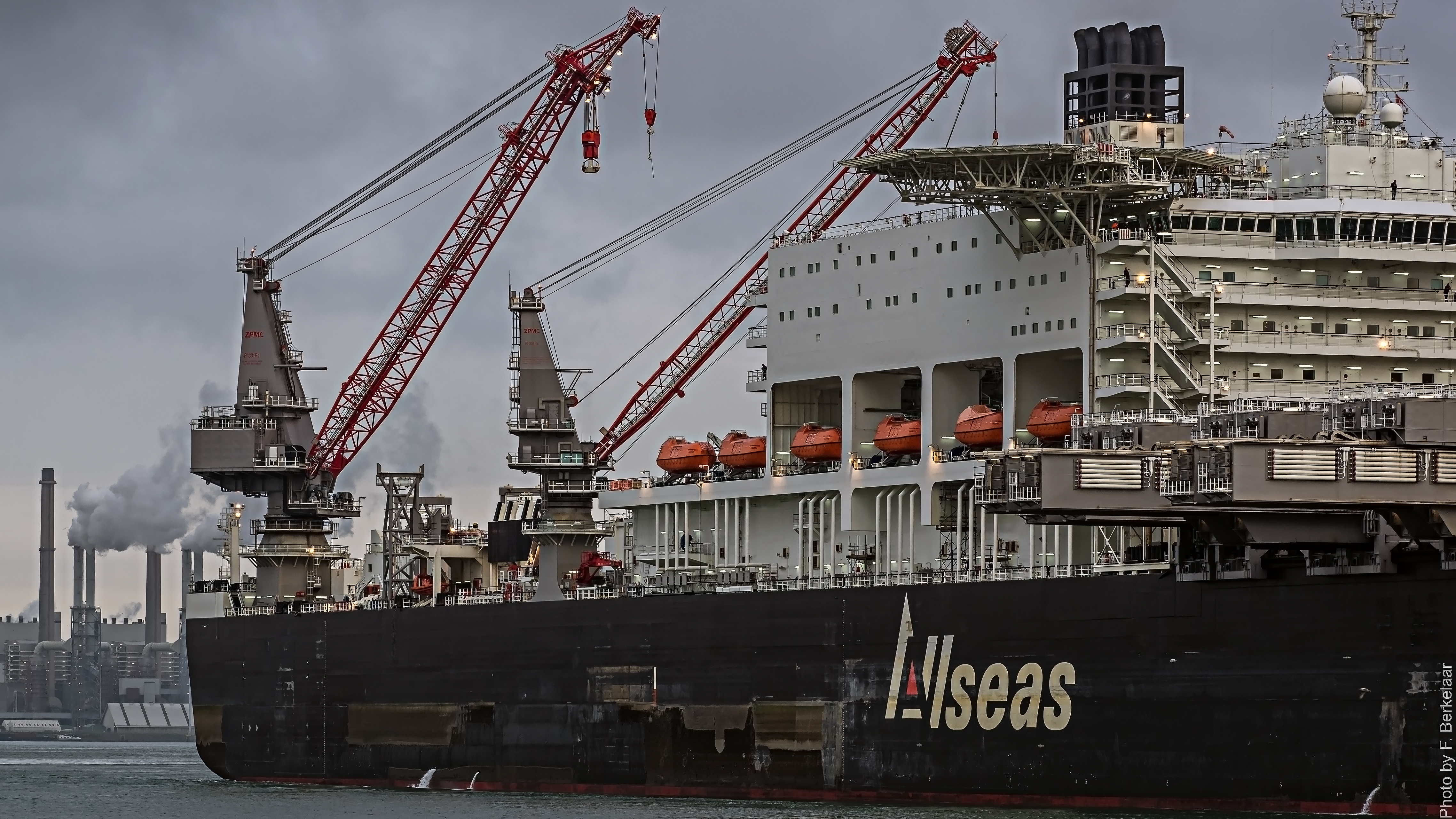
Pioneering Spirit i Rotterdam 6 augusti 2016